# Ministerio de Defensa (Unión Soviética)
El Ministerio de Defensa de la Unión Soviética (en ruso: Министерство обороны СССР, abreviado como Minoboron) fue un ministerio estatal de la Unión Soviética. El primer ministro de Defensa fue Nikolái Bulganin, a partir de 1953. El Krásnaya zvezdá (Estrella Roja) fue el periódico oficial del Ministerio.
El Ministerio de Defensa se disolvió el 16 de marzo de 1992. El 20 de marzo de 1992 se firmó un acuerdo para establecer un comando militar conjunto de la CEI, pero la idea se descartó ya que los estados postsoviéticos organizaron rápidamente ejércitos nacionales independientes.

## Organización
El Ministerio de Defensa, fue creado el 15 de marzo de 1953, se formó por la unión de los cargos de ministro de Guerra y del Ejército. Estaba técnicamente subordinado al Consejo de Ministros, así como al Sóviet Supremo y al Comité Central del PCUS. Sin embargo, en 1989 era más grande que la mayoría de los demás ministerios y tenía arreglos especiales para la supervisión del partido y la participación estatal en sus actividades. El Ministerio de Defensa estaba compuesto por el Estado Mayor General, la Dirección Política Principal de las Fuerzas Armadas Soviéticas, el Pacto de Varsovia, las cinco fuerzas armadas y las direcciones principal y central.
El Estado Mayor General fue creado por Iósif Stalin en 1935 debido a que el desarrollo de ejércitos más complejos requería líderes con mayor entrenamiento y especialización. Actuó como el principal órgano de control de todas las fuerzas militares soviéticas durante la Segunda Guerra Mundial. Los cinco servicios armados eran la Armada, las Fuerzas Terrestres, las Fuerzas Aéreas, las Fuerzas de Defensa Aérea y las Fuerzas estratégicas de cohetes. Las subunidades de nivel superior en el Ministerio tenían un colegio militar asociado, esencialmente un consejo responsable de tratar varios asuntos, todo bajo el mando final del Comité Central del PCUS. Tanto el Ministerio de Defensa como el Estado Mayor estaban dirigidos predominantemente por las Fuerzas Terrestres.
El ministro de Defensa siempre fue un destacado funcionario civil del PCUS o un general de las Fuerzas Terrestres; tradicionalmente, el puesto ha sido ocupado por recomendación del Consejo de Defensa con la aprobación del Politburó, aunque el Presídium del Sóviet Supremo fuera el encargado de realizar el anuncio oficial de su nombramiento. Después de que el ministro de Defensa, el mariscal Gueorgui Zhúkov, fuera destituido de su cargo en el Politburó en 1957, el ministro de Defensa no volvería a formar parte del Politburó hasta 1973.
En la década de 1980, el ministro de Defensa solo mantenía una membresía alterna en el Politburó. Los tres primeros viceministros de Defensa fueron el jefe del Estado Mayor General, el comandante en jefe del Pacto de Varsovia y otro oficial superior con funciones no especificadas. Los primeros viceministros de defensa también han sido seleccionados de las Fuerzas Terrestres. En 1989, los once viceministros de defensa incluían a los comandantes en jefe de las cinco fuerzas armadas, así como a los jefes de Defensa Civil, Servicios de Retaguardia, Construcción y Acantonamiento de Tropas, Armamentos, la Dirección General de Personal y la Inspección Principal.
El Grupo de Inspectores Generales del Ministerio de Defensa de la URSS, fue establecido en 1958 como un organismo dependiente del Ministerio de Defensa de la URSS formado por oficiales superiores ya jubilados, con pocas obligaciones regulares. El grupo fue eliminado por las reformas de 1992 del mariscal del aire Yevgueni Sháposhnikov y sus miembros jubilados o bien pasaron a la reserva.

## Responsabilidades
El Ministerio de Defensa dirigía diariamente las cinco fuerzas armadas y todas las actividades militares. Era responsable de desplegar, armar y abastecer a las fuerzas armadas, y en tiempo de paz todos los comandos territoriales de las fuerzas armadas le informaban. El diseño, equipamiento y dotación de los servicios militares, así como el desarrollo de sus doctrinas individuales, estuvo a cargo de varios viceministros, supervisados por el Estado Mayor.
El Ministerio de Defensa ha estado compuesto casi en su totalidad por personal militar profesional y ha tenido el monopolio de la información militar porque la Unión Soviética carecía de organizaciones independientes de investigación de defensa que se encuentran con frecuencia en otros países. Este monopolio ha otorgado a los oficiales soviéticos de alto rango una influencia indiscutible sobre los líderes del partido y del gobierno en temas que van desde el control de armas hasta el desarrollo de armas y la venta de armas en el extranjero, que afectan la posición y el prestigio de las fuerzas armadas. El Ministerio fue capaz de convocar a varias academias e institutos soviéticos para análisis y estudios sobre asuntos militares, así como a las propias academias de cada servicio capaces de realizar pruebas de campo. Los institutos y el personal no militar no tuvieron acceso a esta investigación.
El Estado Mayor era responsable de supervisar los planes de guerra, el entrenamiento, la movilización y la preparación para el combate de las Fuerzas Armadas Soviéticas. En tiempos de guerra, el Estado Mayor actuaría como brazo ejecutivo del Alto Mando Supremo, ejerciendo control directo sobre las cinco fuerzas militares. La máxima dirección del Ministerio de Defensa (el ministro de Defensa, los tres primeros viceministros de defensa, los once ministros de defensa y el jefe de la Dirección Política Principal del Ejército y la Armada soviéticos) formaban el Consejo Militar Principal. En este momento, el Consejo Militar Principal se convertiría en la sede del Alto Mando Supremo. El Consejo Militar Principal también resolvería los conflictos entre los cinco servicios y presentaría al Consejo de Defensa los requisitos presupuestarios de las fuerzas armadas determinados por el Estado Mayor.

## Lista de ministros
Los siguientes ministros supervisaron el Ministerio de Defensa de la URSS a lo largo de los años:
| N.º | Ministro | Ministro              | Partido | Partido           | Periodo                                     | Gabinete                                |
| --- | -------- | --------------------- | ------- | ----------------- | ------------------------------------------- | --------------------------------------- |
| 1   |          | Nikolái Bulganin      |         | Partido Comunista | 15 de marzo de 1953-9 de febrero de 1955    | Stalin III Malenkov I–II                |
| 2   |          | Gueorgui Zhúkov       |         | Partido Comunista | 9 de febrero de 1955-26 de octubre de 1957  | Bulganin I                              |
| 3   |          | Rodión Malinovski     |         | Partido Comunista | 26 de octubre de 1957-31 de marzo de 1967   | Bulganin I Jrushchov I–II Kosyguin I–II |
| 4   |          | Andréi Grechko        |         | Partido Comunista | 12 de abril de 1967-26 de abril de 1976     | Kosyguin II–III–IV                      |
| 5   |          | Dmitri Ustínov        |         | Partido Comunista | 29 de abril de 1976-20 de diciembre de 1984 | Kosyguin IV–V Tíjonov I–II              |
| 6   |          | Serguéi Sokolov       |         | Partido Comunista | 22 de diciembre de 1984-30 de mayo de 1987  | Tíjonov II Ryzhkov I                    |
| 7   |          | Dmitri Yázov          |         | Partido Comunista | 30 de mayo de 1987-22 de agosto de 1991     | Ryzhkov I–II Pávlov I                   |
| 8   |          | Yevgueni Sháposhnikov |         | Partido Comunista | 23 de agosto-21 de diciembre de 1991        | Siláyev I                               |